# Calea ferată Timișoara–Stamora Moravița
Calea ferată Timișoara-Stamora Moravița este o magistrală internațională de cale ferată (magistrala CFR 922) care leagă România de Serbia. Pentru traficul local, ea leagă municipiul Timișoara de localitățile din sudul județului. Are o lungime totală de 56 km. 
În septembrie 1857 a început construcția, din dreptul stației Timișoara, a liniei Timișoara-Stamora Germană-Moravița-Iasenova-Baziaș, în lungime totală de 119,6 km. Primele trenuri au ajuns la Iasenova după o lună de la terminarea lucrărilor în aprilie 1858 a construcției podului metalic feroviar care traversează râul Bega.
În iulie 1858 parcul locomotivelor timișorene a fost sporit cu o a cincea locomotivă, denumită "Wartberg" tip 1-B, construită în anii 1854 după proiectele lui Haswell, în cadrul fabricii vieneze a societății StEG. Locomotiva, care cântărea 23 de tone, a remorcat la 20 iulie 1858 primul tren de persoane pe traseul Timișoara-Iasenova-Baziaș (în lungime totală de 119,6 km) fiind compus din 11 vagoane de călători și un vagon de bagaje.
Trenul inaugural a plecat din Timișoara la ora 7:00, și a trecut prin Șag (Timișeni) la 7:25; Deta la 8:12; Stamora Moravița la 8:45 și Vrsak la 9:35; apoi trecând prin Jassenova la 10:50 și ajungând la Baziaș la ora 11:15.
Linia de cale ferată Timișoara-Baziaș beneficia și de noul sistem de telegraf, introdus prima dată pe această cale ferată în 1860 (inventat de americanul Samuel Finley Breese Morse în 1840).
Gara Timișoara Nord, construită în anul 1857, a fost pentru prima dată iluminată electric în anul 1884 înaintea gărilor din Paris și Viena.